# Final de la FA Cup de 1873

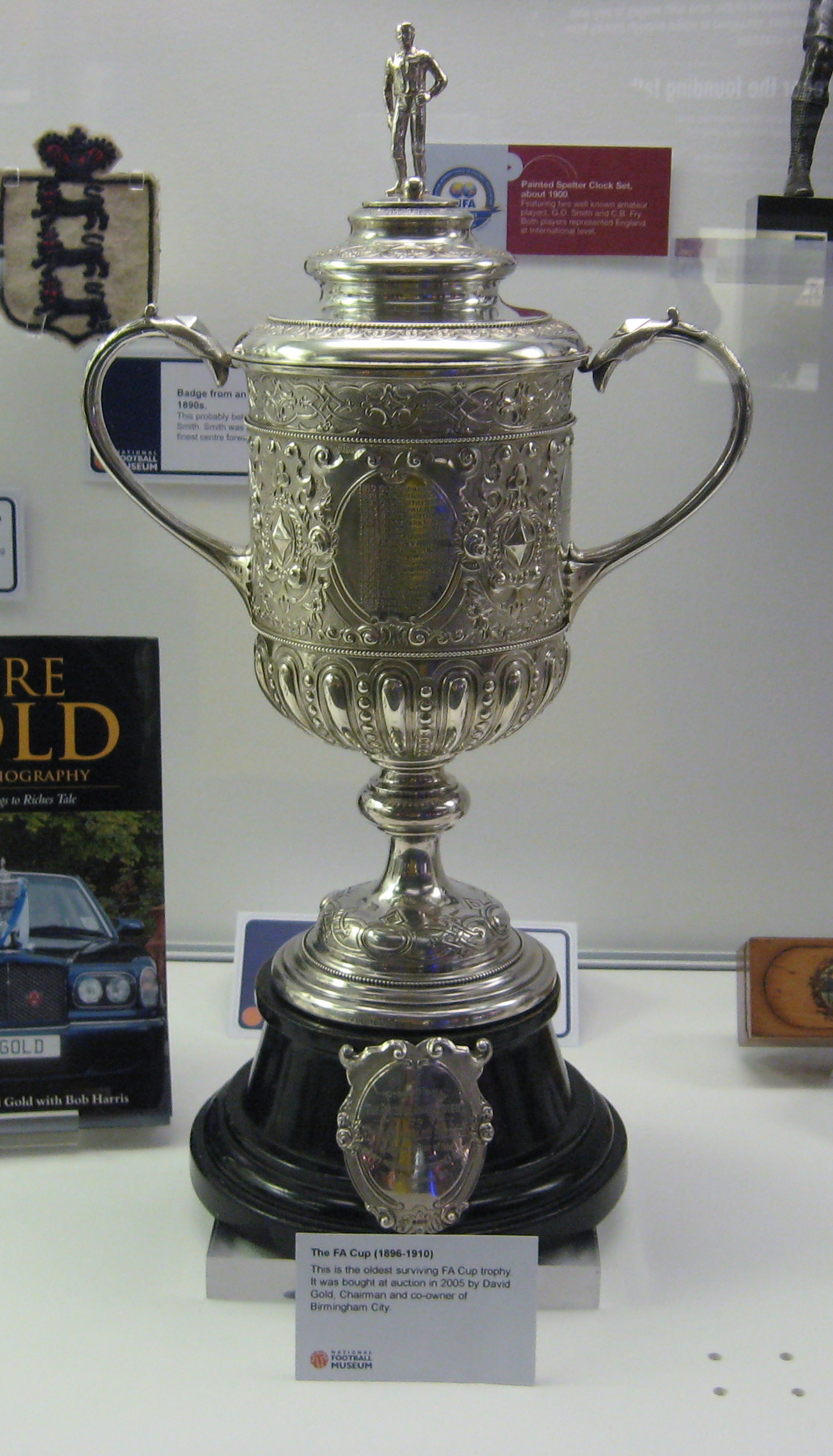
El segundo trofeo de la FA Cup, mostrado aquí, tiene un diseño idéntico al ganado por Wanderers en 1873. El trofeo original fue robado en 1895 y nunca pudo ser recuperado.

La final de la FA Cup de 1873 fue un partido de fútbol entre Wanderers y Oxford University disputado el 29 de marzo de 1873 en Lillie Bridge en Londres, Inglaterra. Fue la final de la segunda edición de la Football Association Challenge Cup, después conocida como la FA Cup, el campeonato de fútbol más antiguo en existencia del mundo. Inusualmente la final fue programada en la mañana, para así evitar coincidir en horarios con la Regata Oxford-Cambridge que se celebraba el mismo día.
Wanderers llegó a la final sin jugar un solo partido, ya que las reglas del torneo estipulaban que el campeón anterior recibiría un lugar en la final y los otros equipos deberían eliminarse entre ellos para conseguir el otro cupo para dirimir al campeón de la nueva versión. Oxford alcanzó la final cuando su oponente en la semifinal, Queen's Park, se retiró de la competencia.
Ambos equipos llegaron a la final con importantes bajas, incluyendo varios jugadores que representaron a Wanderers en la final del año anterior. El mejor jugador de la final fue Arthur Kinnaird, quien marcó el primer tanto para Wanderers. Charles Wollaston añadió un segundo gol cerca del final del partido para darle la victoria por 2-0 a Wanderers y su segundo campeonato consecutivo de la FA Cup. Esta final de copa fue la única antes de 1893 que no se jugó en The Oval.

## Camino a la final
Como campeones de la FA Cup del año anterior, Wanderers recibió un lugar en la final de la temporada 1872-73. Esto estaba de acuerdo con el concepto original de que la competencia era una «copa de desafío», en la que los campeones se clasificarían directamente para la final de la temporada siguiente y los otros equipos deberían eliminarse entre ellos para conseguir el otro cupo en la final y el derecho a desafiarlos por el trofeo. Esta fue la única vez que se usó esta regla.
En la primera ronda Oxford University se enfrentó a Crystal Palace —un antiguo club amateur que no se cree que esté vinculado con el actual club profesional del mismo nombre— y ganó 3-2 en condición de local. En la segunda ronda derrotaron 3-0 como visitante al Clapham Rovers.
En la tercera ronda Oxford University fue emparejado con los subcampeones de la temporada anterior, Royal Engineers. Oxford ganó 1-0 y pasó a jugar contra Maidenhead en los cuartos de final. Debido a que otros equipos quedaron libres, este fue el único partido en la etapa de cuartos de final, y por tercera ronda consecutiva Oxford salió victorioso sin conceder un gol, al ganar 4-0. En la semifinales el conjunto opositor iba a ser el dominante cuadro escocés Queen's Park, que había recibido un pase directo a las semifinales para reducir la cantidad de viajes necesarios para participar en una competición en la que todos los demás participantes provenían del sur de Inglaterra. Sin embargo, Queen's decidió retirarse del torneo, lo que le dio a Oxford un pase directo a la final. Una fuente moderna afirma que el club escocés en realidad venció a Oxford, pero luego no podía permitirse viajar a Londres para la final, por lo que se retiró en ese momento.

## Partido

### Resumen

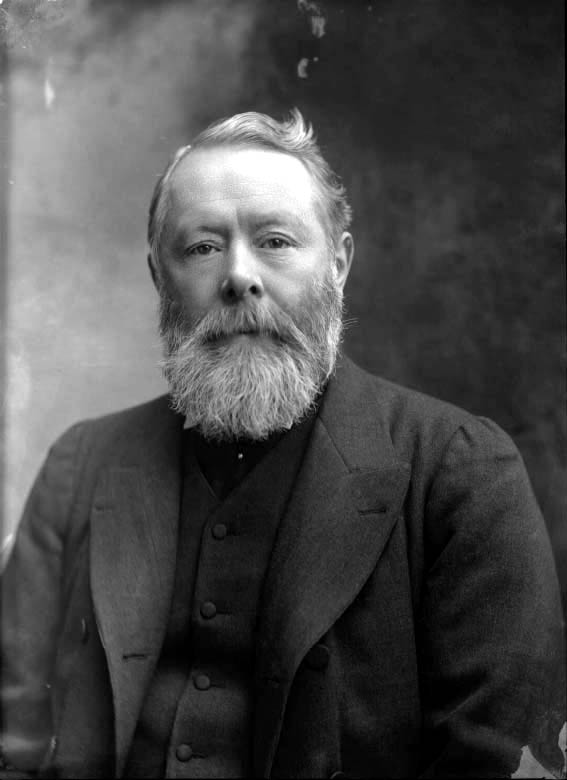
Arthur Kinnaird fue la figura de Wanderers.

Como el partido estaba programado para el mismo día que la regata anual Oxford-Cambridge, se tomó la decisión de programarlo en la mañana, y así permitir a los espectadores presenciar ambos eventos deportivos. A ambos equipos les faltaban jugadores clave. El portero titular de Oxford, Charles Nepean, no estuvo disponible, al igual que cuatro de los jugadores habituales de Wanderers, incluidos Thomas Hooman, William Crake y Albert Thompson, todos los cuales habían estado en el equipo ganador de la copa el año anterior. Como campeones vigentes, Wanderers podía elegir el estadio en el que se jugaría el partido, pero ya que el club no tenía un estadio oficial propio, sus directivos eligieron el campo deportivo de Lillie Bridge en West Brompton.
Oxford dominó las primeras etapas del partido debido en gran parte al buen desempeño de Arnold Kirke Smith. El periódico The Sportsman comentó que «los once en conjunto funcionaron bien juntos y con mucha energía». Sin embargo, Wanderers estuvo más cerca de anotar cuando William Kenyon-Slaney hizo un gol, solo para que los árbitros lo anularan debido a una infracción de la regla del fuera de juego. Después de 27 minutos, el capitán de Wanderers Arthur Kinnaird, a quien la prensa calificó como el mejor jugador del partido debido a sus habilidades de regate le dio a su equipo la ventaja cuando superó a los defensas de Oxford y pateó el balón dentro de la portería.
En un intento desesperado por realizar el gol del empate, Oxford tomó la inusual decisión de prescindir del uso de su portero, y movió a Andrew Leach, que había estado jugando en esa posición, campo arriba para actuar como delantero. Sin embargo, este plan fracasó cerca de los 80 minutos de juego, cuando Charles Wollaston se abrió paso y anotó un segundo gol para Wanderers, quienes de ese modo retuvieron el trofeo que habían ganado en su año inaugural. El corresponsal de The Field afirmó que el disparo se habría detenido fácilmente si hubiera habido un jugador en la portería.

### Detalles
| 29 de marzo de 1873, 11:30 | Wanderers                    | 2-0 | Oxford University | Lillie Bridge, Londres                                              |                                                                     |
|                            | 27' Kinnaird · 80' Wollaston |     |                   | Asistencia: 3000 espectadores Árbitro(s): Alfred Stair (Upton Park) | Asistencia: 3000 espectadores Árbitro(s): Alfred Stair (Upton Park) |

| Wanderers | Oxford University |

|     |                            |  |  |
|     |                            |  |  |
| POR | Reginald Courtenay Welch   |  |  |
| DEF | Leonard Howell             |  |  |
| MED | Edward Bowen               |  |  |
| DEL | Charles Wollaston          |  |  |
| DEL | Robert Kingsford           |  |  |
| DEL | Alexander Bonsor           |  |  |
| DEL | Cap. William Kenyon-Slaney |  |  |
| DEL | Charles Thompson           |  |  |
| DEL | Julian Sturgis             |  |  |
| DEL | Arthur Kinnaird            |  |  |
| DEL | Rev. Henry Holmes Stewart  |  |  |

|     |                    |  |  |
|     |                    |  |  |
| POR | Andrew Leach       |  |  |
| DEF | Charles Mackarness |  |  |
| MED | Francis Birley     |  |  |
| DEL | Charles Longman    |  |  |
| DEL | Arnold Kirke Smith |  |  |
| DEL | Walpole Vidal      |  |  |
| DEL | Frederick Maddison |  |  |
| DEL | Cuthbert Ottaway   |  |  |
| DEL | Harold Dixon       |  |  |
| DEL | Walter Paton       |  |  |
| DEL | John Robert Sumner |  |  |

## Sucesos tras el partido
Como era la norma hasta 1882, el equipo ganador no recibió el trofeo en el estadio el día del partido, sino que más tarde durante el año, en su cena anual. La decepción deportiva de Oxford continuó por la tarde, ya que el equipo de la Universidad fue derrotado por tres cuerpos en la regata, en lo que fue la cuarta victoria consecutiva de Cambridge en la competición.